# Alexandre Kojève
 (septembre 2022).
Alexandre Kojève (en russe : Александр Владимирович Кожевников, Aleksandr Vladimirovitch Kojevnikov), né à Moscou le 28 avril 1902 et mort à Bruxelles le 4 juin 1968, est un philosophe français d'origine russe qui a contribué à renouveler l'étude de Hegel en France.
Après la Seconde Guerre mondiale, Kojève abandonne toute activité d'enseignement pour occuper un poste stratégique au ministère de l'Économie et des Finances, pour être l'un des négociateurs des accords de la Havane qui mèneront, après la guerre, aux accords du GATT.
Personnage controversé et mystérieux, Kojève, qui aurait été un agent soviétique, reste une figure de toute première importance dans la réflexion sur la philosophie politique.

## Biographie
Né en Russie dans une famille aisée (sa mère lui enverra longtemps de l'argent après la Révolution de 1917), il est le neveu du peintre Kandinsky.

### Le philosophe
À l'âge de vingt ans, il suit sa famille en Occident, bien qu'il se dise communiste.
Étudiant à Berlin dès 1920, il entame des études de philosophie auprès de maîtres comme Jaspers et Heidegger. Attiré par le bouddhisme — qui est pour lui la seule religion « athée » —  il s'initie au sanskrit et au chinois. À Berlin, il rencontre Alexandre Koyré, Leo Strauss, et beaucoup d'autres étudiants qui deviendront plus tard des intellectuels de premier plan.
Après une thèse sur Vladimir Soloviev (1926) sous la direction de Karl Jaspers, Alexandre Kojève vient en France, où il achève de perdre sa fortune à cause de mauvais placements financiers. Il doit donc trouver de quoi vivre. Mais en 1933, à Paris, Alexandre Koyré le choisit comme suppléant pour ses cours à l'École pratique des hautes études, et le charge d'un cours sur la pensée religieuse de Georg Hegel. En réalité, Kojève va donner des conférences sur la Phénoménologie de l'esprit, un enseignement qui s'étendra de 1933 à 1939, auquel assistera un public rapidement séduit par sa puissance intellectuelle. Et on relève ainsi dans l'assistance plusieurs grands noms de la pensée et de la philosophie française, dont Raymond Queneau, Georges Bataille, Raymond Aron, Roger Caillois, Michel Leiris, Henry Corbin, Maurice Merleau-Ponty, Jacques Lacan, Jean Hyppolite, Éric Weil. Ce cours eut un certain impact dans les études hégéliennes en France dont le maître incontesté sera cependant Jean Hyppolite avec sa traduction de la Phénoménologie de l'esprit.
En 1937, il est naturalisé Français. Durant la Seconde Guerre mondiale, il se trouve à Marseille avec Léon Poliakov et Nina Ivanoff (il y rédige La Notion de l'Autorité, en 1942). Il participe aussi à un maquis basé à Gramat, près de Souillac, dans le sud de la France.

### Le conseiller économique

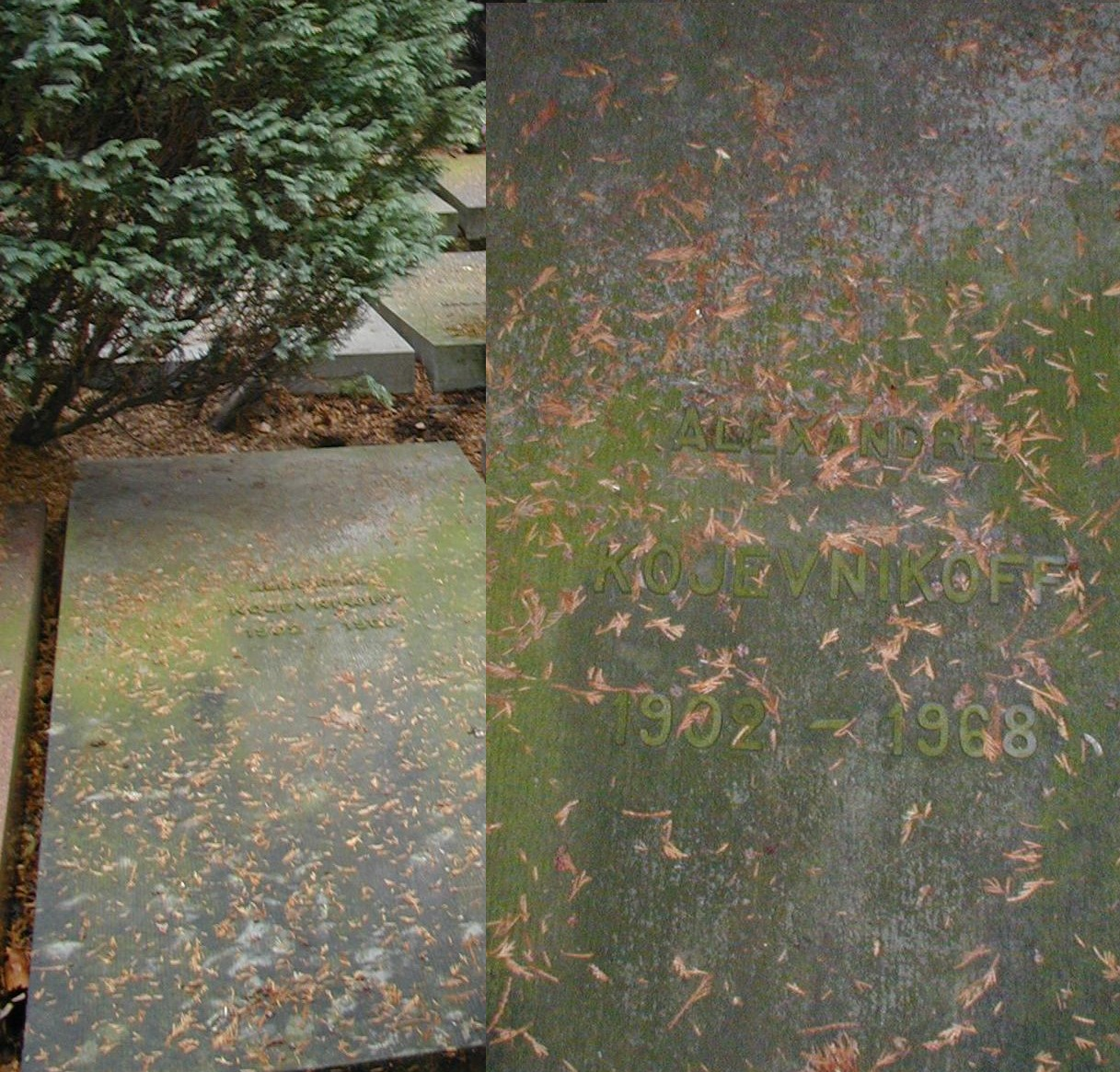
Tombe de Kojève à Evere (Bruxelles).

Mais à la fin du conflit, Kojève est désœuvré, et il va connaître un tournant important dans ses activités, puisqu'il va changer d'orientation professionnelle et abandonner une carrière universitaire vacillante, tout en poursuivant sa réflexion philosophique. En effet, il est recruté pour une durée de trois mois à la Direction de la Recherche et des Études Économiques (DREE) par Robert Marjolin, qui avait été auditeur en 1938 et 1939 du séminaire sur La Phénoménologie de l’Esprit. Après quoi, Kojève est secrétaire de l'Organisation européenne de coopération économique (OECE) à partir de 1948, il est alors accompagné par Raymond Barre jusqu'en 1950. Désormais, son travail consiste à conseiller les gouvernements français successifs sur les dossiers les plus importants. C'est ainsi qu'il jouera un rôle non négligeable en 1950 dans les suites du plan Schuman concernant le programme de la Communauté Européenne du Charbon et de l'Acier (CECA). Il occupera une position de premier plan dans toutes les négociations internationales, à la CNUCED ou au GATT.
Il meurt en juin 1968 à Bruxelles, d'une crise cardiaque, alors qu'il participe à une réunion du Marché commun. Il est inhumé non loin du siège de l'OTAN.

### Agent soviétique
Dès 1949, des soupçons existaient quant aux liens entre Alexandre Kojève et les services soviétiques de renseignement, une fiche de la DST datée de cette année-là indiquant que Kojève était « susceptible de déployer une activité au profit du service de renseignement soviétique ». Mais la preuve de sa collaboration avec le KGB ne fut apportée que beaucoup plus tardivement, bien après son décès, entre autres à la suite de déclarations de transfuges soviétiques, après la chute du Mur de Berlin,,.

## Œuvre
Les conférences de Kojève sur la Phénoménologie de l'Esprit de Hegel sont publiées en 1947 sous l'intitulé Introduction à la Lecture de Hegel. C'est semble-t-il son ouvrage le plus connu (plus précisément, il ne s'agit pas, stricto sensu, d'un ouvrage ; c'est Raymond Queneau qui en a rédigé la plus grande partie, à partir des notes prises lors du séminaire, à quoi s'ajoutent quelques textes de A. Kojève lui-même). Il est le premier qui cherchera à combiner Marx, Hegel et Heidegger et, de ce fait, il est regardé comme un des nouveaux philosophes français de l'après-guerre, aux côtés de Jean-Paul Sartre, Maurice Merleau-Ponty, Simone de Beauvoir, Frantz Fanon, bien que les positions officielles de Kojève aient été le plus souvent marquées par la provocation : Kojève n'hésitait pas à déclarer « Je suis le seul vrai stalinien », « je suis un dieu vivant », etc. Dans Spectres de Marx, Jacques Derrida écrit : « La lecture néo-marxiste et para-heideggerienne de la Phénoménologie de l'esprit par Kojève est intéressante. Qui le contestera ? Elle a joué un rôle formateur et non négligeable, à bien des égards, pour une certaine génération d'intellectuels français, juste avant ou juste après la guerre. »
L'interprétation kojévienne de Hegel met l'accent sur la dialectique du maître et de l'esclave, lue dans un sens anthropologique et historique, tout en reformulant tout le système de Hegel autour du concept de reconnaissance, central dans cette dialectique. La dialectique de la reconnaissance occupe seulement une petite section dans la Phénoménologie de l'Esprit, mais dans le premier ouvrage systématique de celui-ci, le Système de la vie éthique (1802), la reconnaissance joue un rôle central dans le développement de la médiation. Dans ce sens, on peut dire que Kojève expose de manière très puissante et très convaincante la pensée de Hegel, bien que la plupart des commentateurs contemporains s'accordent à dire que l'Introduction à la lecture de Hegel de Kojève est en fait une introduction à la lecture de... Kojève. Avec la montée des mouvements sociaux après la Seconde Guerre mondiale en Europe, ce thème de la reconnaissance va être l'axe central de la philosophie continentale[réf. nécessaire]. Kojève suit le mouvement de formation de la philosophie de Hegel depuis Aristote et Platon, et comprend la dialectique de Hegel comme l'accroissement du développement des produits objectifs de la culture humaine, plus que le résultat du travail de l'Esprit, cette dernière interprétation étant celle de Hegel. Kojève insiste sur la question de la fin de l'histoire et sur le fait que rien de nouveau ne peut véritablement surgir dans le monde - la réalité est devenue vraiment rationnelle. On peut penser[Qui ?] que Kojève tira cette conclusion vers la pratique en abandonnant la philosophie et en consacrant le reste de sa vie à la planification économique.
Au moment du décès de Kojève, l'édition de l'Histoire raisonnée de la philosophie païenne est sur le point d'aboutir. Le premier des trois volumes paraît en 1968, le deuxième en 1973 et le dernier deux ans plus tard. Ces volumes proviennent des notes de lectures que Kojève avait prises, en particulier sur les philosophes du néo-platonisme. Son intérêt pour Soloviev, et en général pour le conflit entre philosophie et théologie l'avait préparé à lire les philosophes de l'Antiquité tardive avec un regard précis, en particulier sur l'empereur Julien, sur qui Kojève a écrit un texte impertinent, paru dans un volume d'hommages à Leo Strauss (L'empereur Julien et son art d'écrire). C'est d'ailleurs du fait de Leo Strauss, rencontré dans les années 1920 à Berlin (Strauss y travaille à die Akademie für die Wissenschaft des Judentums, sous la houlette de Julius Guttmann), que Kojève fait traduire et éditer en français, par l'entremise de Raymond Queneau, le commentaire de Strauss sur le Hiéron de Xénophon. Ce commentaire est suivi d'une réponse de Kojève, intitulée Tyrannie et Sagesse, réponse elle-même suivie d'une mise au point. Le volume paraît en 1954 sous le titre de De la Tyrannie. Les thèmes de la vie politique et de l'autorité tiennent une grande place dans les réflexions d'Alexandre Kojève : il n'est donc pas étonnant qu'il ait été en conversation avec Leo Strauss, dont c'est l'axe majeur de pensée. Strauss, dans sa correspondance, moque la tendance affichée du jeune Kojève à l'instabilité sentimentale et porte des critiques particulièrement sévères à l'endroit de certaines connaissances de Kojève, dont le philosophe Eric Weil ; Strauss et Kojève resteront en correspondance toute leur vie. Kojève avait tendance à mépriser les États-Unis, aussi ne fit-il véritablement jamais d'efforts pour y rencontrer son ami berlinois, qui y avait émigré, pour enseigner d'abord à New York, puis à Chicago. Celui-ci lui envoya cependant quelques élèves, notamment Allan Bloom et Stanley Rosen.
Le goût prononcé de Kojève pour la chose politique lui fit tenir une correspondance avec le juriste constitutionnaliste Carl Schmitt, qui au sortir de la Seconde Guerre mondiale, du fait de ses affinités en 1932 avec le parti national-socialiste, était passablement discrédité. Cependant Kojève tenait Schmitt pour un penseur de premier plan. Alors qu'il répondait à la question de Rudi Dutschke : « Que faire ? » par cette réponse abrupte : « Apprendre le grec ! », ce philosophe qui passait pour être farouchement stalinien aurait dit à Jacob Taubes, qui s'étonnait de voir Kojève s'apprêter à rendre visite à Schmitt à Plettenberg : « Qui donc d'autre vaut la peine d'être rencontré en Allemagne ? »

## Idées
D'après Kojève, la fin de l'histoire est déjà réalisée, aux États-Unis, avec l'abolition des classes et la possibilité pour tous d'accéder à la propriété. La Chine et l'URSS sont simplement des États-Unis moins avancés, mais ils tendent au même but : ils ont aboli les classes et cherchent à rattraper leur retard économique. Pour Kojève, l'American way of life est l'état post-historique de l'homme. Présentées en pleine guerre froide dans une note postérieure à la rédaction de l'Introduction à Hegel, ces thèses sur un monde sans classes sur son versant occidental comme sur son versant oriental ont pu surprendre.
La fin de l'histoire marque la fin de l'homme historique, de l'Action au sens fort du terme (guerres et révolutions). Désormais, l'homme peut s'adonner à l'art, à l'amour et au jeu (activités qui le rendent « heureux »).
La seule subversion de la fin de l'histoire est le snobisme japonais, qui pourrait s'étendre au reste du monde.
La thèse de Kojève a été critiquée, notamment par Jacques Derrida dans Spectres de Marx. La fin de l'histoire paraît avoir été abusivement attribuée à Hegel par Kojève ; en fait, c'est une thèse inventée par ce dernier. Elle représente davantage la pensée propre de Kojève que celle de Hegel.
Le néoconservateur américain Francis Fukuyama, dans La Fin de l'histoire et le Dernier Homme, développe une thèse similaire, mais dans un but opposé à la pensée marxiste de Kojève : la fin de l'histoire serait l'avènement du libéralisme et de l'économie de marché, non de la société sans classes.

## Publications (sélection)
- Die religioese Philosophie Wladimir Solowjews, Heidelberg Univ., Dissertation, 1926, 485 p.
- Die Geschichtsphilosophie Wladimir Solowjews, (Sonderabdruck - éd. spéciale), Bonn, Friedrich Cohen, 1930, 20 p.
- « La métaphysique religieuse de Vladimir Soloviev », dans Revue d’histoire et de philosophie religieuses, 1934, t. XIV, no 6, p. 534-554 ; et 1935, t. XV, no 1-2, p. 110-152.
- Introduction à la lecture de Hegel. Leçons sur la Phénoménologie de l'esprit professées de 1933 à 1939 à l'École des Hautes Études, réunies et publiées par Raymond Queneau. Paris, Gallimard, 1947, rééd. Gallimard, coll. « Tel », 597 p.
- Essai d'une histoire raisonnée de la philosophie païenne. Trois volumes : 1. Les présocratiques, 2. Platon et Aristote, 3. La philosophie hellénistique. Les néo-platoniciens, Paris, Gallimard, coll. « Tel ».
- « Tyrannie et Sagesse » in Leo Strauss, De la Tyrannie. Paris, Gallimard, coll. « Tel », 1983.
- « Les romans de la sagesse », in Critique, LX, 1952 (À propos de trois romans de Raymond Queneau).
- L’Empereur Julien et son art d'écrire. Paris, Fourbis, 1989, 64 p. (Article initialement paru dans un volume d'hommages à Leo Strauss[Lequel ?])...
- Le concept, le temps et le discours. Introduction au Système du Savoir, Paris, Gallimard, 1990, 320 p.
- L’Athéisme, Paris, Gallimard, coll. « Tel », 1998.
- L’Idée du déterminisme dans la physique classique et dans la physique moderne. Paris, 1990, rééd. Le Livre de Poche, 346 p.
- La Notion de l'Autorité, Paris, Gallimard, coll. « Tel », 2004, 216 p.
- Esquisse d'une phénoménologie du droit, Paris, Gallimard, coll. « Tel », 1981, 588 p.
- Les peintures concrètes de Kandinsky, La lettre volée, 2002.
- Kant, Paris, Gallimard, 1973, 224 p.
- Identité et Réalité dans le «Dictionnaire» de Pierre Bayle. Paris, Gallimard, 2010, 120 p.
- L'enseignement bouddhique du karma, précédé d'un Dialogue entre Bouddha et Descartes, traduit du russe et préfacé par Rambert Nicolas, Paris, Rivage Poche, 2022, 137 p.  (ISBN 978-2-743-65723-9)
- Alexandre Kojève, Oltre la fenomenologia. Recensioni (1932-1937), a cura di Giampiero Chivilò, Mimesis, Udine-Milano, 2012.
- L'origine chrétienne de la science moderne : Précédé de « Mathématiques et Incarnation », par Julien Copin, Paris, Hermann, coll. Philosophie, 109 p., 2021  (ISBN 979-1037003720)
- Sophia : Philosophie et phénoménologie : tome I, éd. & trad. fr. Rambert Nicolas, Paris, Gallimard, coll. NRF, 544 p., 2025  (ISBN 978-2073041210)